# Antrophyum mannianum
Antrophyum mannianum là một loài dương xỉ trong họ Pteridaceae. Loài này được Hook. mô tả khoa học đầu tiên năm 1861.